# Obere Reppischstrasse 53
Das Gebäude Obere Reppischstrasse 53 ist ein Wohnhaus in Dietikon im Schweizer Kanton Zürich. Das 1890 errichtete Denkmalschutzobjekt wird in der Buchreihe Die Kunstdenkmäler der Schweiz beschrieben.

## Lage
Das Gebäude steht traufständig an der Strasse, östlich der Reppisch im ehemaligen Oberdorf der Stadt. Die Fassade ist dem Fluss zugewandt. Mit dem ehemaligen Vielzweckbauernhaus Obere Reppischstrasse 43/45/47 steht in der Nachbarschaft eines der ältesten Baudenkmale der Stadt.

## Beschreibung
Das Wohnhaus wurde 1890 in Sichtbackstein errichtet.
Kulturgüter-Objekte der «Kategorie C» mit lokaler Bedeutung wurden (Stand: 1. Januar 2023) noch nicht veröffentlicht.

## Belege
1. 1 2  Karl Grunder: Obere Reppischstrasse 53. In: Die Kunstdenkmäler des Kantons Zürich. Band 9: Der Bezirk Dietikon. S. 142.

Koordinaten: 47° 24′ 9,4″ N, 8° 23′ 49,6″ O; CH1903: 672350 / 250641